# صاف‌ماهی چشم‌پولکی
صاف‌ماهی چشم‌پولکی (نام علمی: Acanthopsetta nadeshnyi) نام یک گونه از تیره کفشک‌ماهیان راست‌روی است.